# El Burgo Ranero
El Burgo Ranero – gmina w Hiszpanii, w prowincji León, w Kastylii i León, o powierzchni 98,34 km². W 2011 roku gmina liczyła 794 mieszkańców.